# Пупхьон
Станція Пупхьон (кор. 부평) — станції метро розташовані в районі Пупхьон міста Інчхон, Республіка Корея. Станції є пересадковим вузлом між першою лінією сеульського метрополітену, та першою лінією метрополітену міста Інчхон. Через зручне розташування у центрі міста, станції є одними з найбільш завантажених в Інчхоні.

## Історія
Станція Пупхьон була відкрита 18 вересня 1899 як залізнична платформа, на початку 1970-х років була проведена електрифікація лінії та реконструкція платформ. Оновлена станція відкрилася 15 серпня 1974 року в складі початкової дільниці першої лінії сеульського метрополітену. У 1994 році почалося будівництво одноіменної підземної станції, яка відкрилася 6 жовтня 1999 року в складі початкової дільниці першої лінії інчхонського метро. Таким чином в місті був сформований великий пересадковий вузол. Початково обидві станції не були обладнані захисними дверима, але після проведеної у 2010-х роках реконструкції, платформні розсувні двері були встановлені як на підземній, так і на наземній станціях.

## Вхід
- Вихід 1: Офіс Пупхьон 6-донг, школа Єрім, Католицький медичний центр Пупхьону
- Вихід 2: Початкова школа Пупхьону, Середня жіноча школа Пуїль, офіс Пупьон 2-донг
- Вихід 3: Відділення поліції на станції Пупхьон

## Підземний ринок
Станції з'єднані з підземним пасажем, котрий складається з невеликих крамниць, де продають різноманітні товари: одяг, аксесуари, електронні пристрої, книжки. Багато товарів мають нижчі ціни, аніж у роздрібних мережах. На додачу, в приміщенні станції розташована крамниця Uniqlo, фуд-корт, роздрібні крамниці, різноманітні ресторани та великий магазин Лотте Март.

## Пасажири
Останні кілька років пасажирообіг станції значно скоротився. Вважають, що це відбулося завдяки запровадженню нових маршрутів міського автобуса.
| Станція                               | Значення | Значення | Значення | Значення | Значення | Значення | Значення | Значення | Значення | Значення | Значення | Значення | Значення |
| Станція                               | 2000     | 2001     | 2002     | 2003     | 2004     | 2005     | 2006     | 2007     | 2008     | 2009     | 2010     | 2011     | 2012     |
| ------------------------------------- | -------- | -------- | -------- | -------- | -------- | -------- | -------- | -------- | -------- | -------- | -------- | -------- | -------- |
| Перша лінія (Сеульський метрополітен) | 42675    | 50606    | 55855    | 56145    | 36980    | 36338    | 36018    | 35349    | 35739    | 35152    | 36651    | 44377    | -        |
| Перша лінія (Метрополітен Інчхона)    | -        | -        | -        | 6174     | 5501     | 5200     | 6064     | 5768     | 5639     | 5478     | 5629     | 5934     | 6457     |

## У популярній культурі
Станція кілька разів з'являлася у популярному південнокорейському фільмі «Паскудне дівчисько» 2001 року.

## Галерея

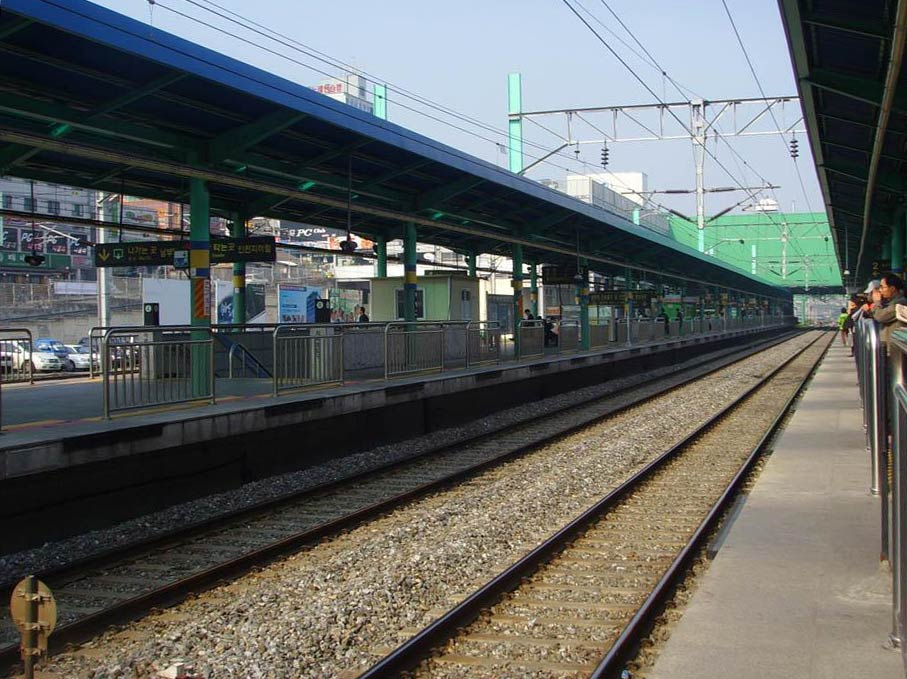
Платформа наземної станції «Пупхьон» до реконструкції
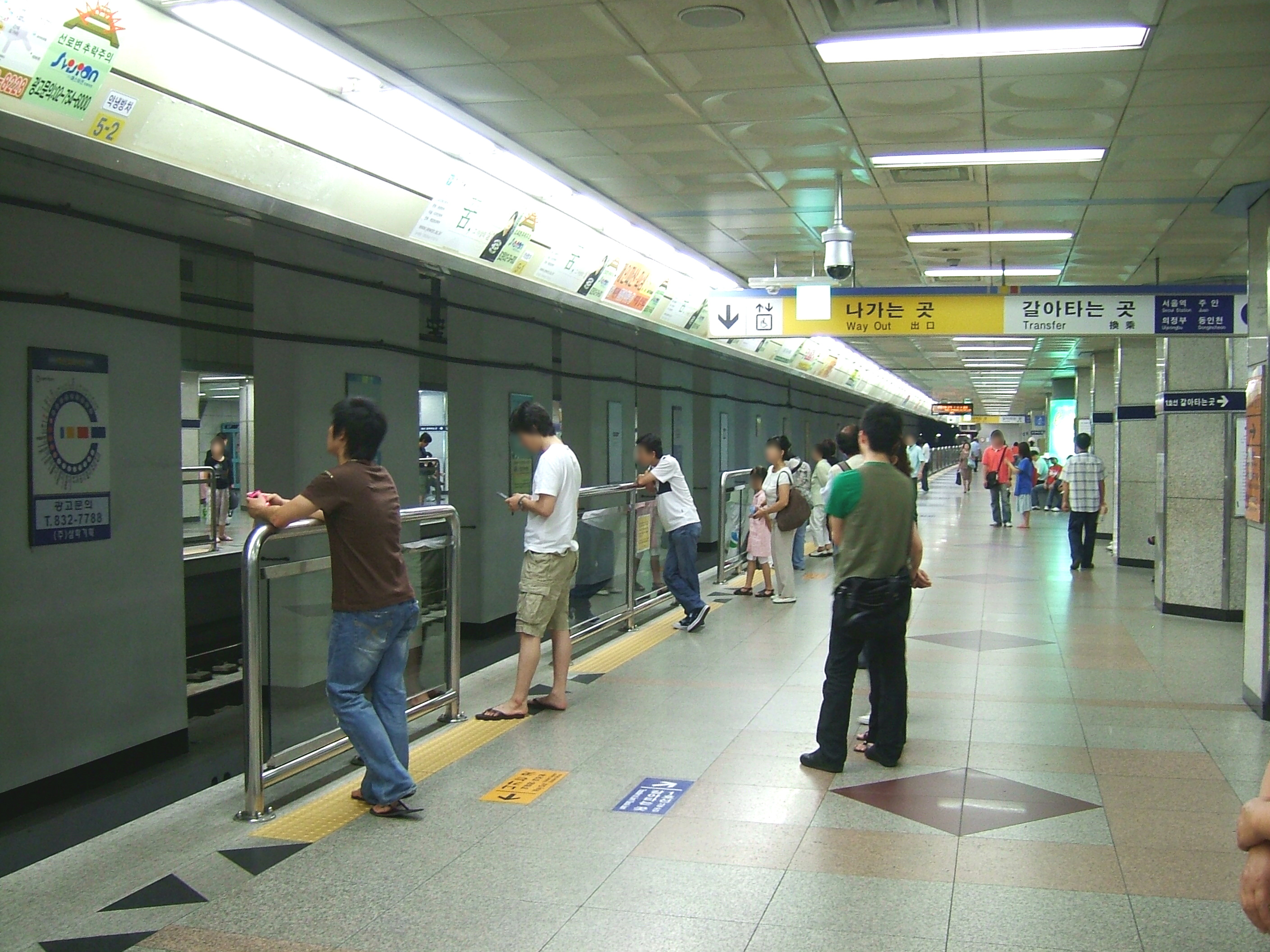
Платформа підземної станції «Пупхьон» до реконструкції